# Fieberbrunn
Fieberbrunn – gmina targowa w Austrii,  w kraju związkowym Tyrol, w powiecie Kitzbühel. Według Austriackiego Urzędu Statystycznego liczyła 4331 mieszkańców (1 stycznia 2015).